# Процко, Андрей Андреевич
Андре́й Андре́евич Процко́ (укр. Андрій Андрійович Процко; 14 октября 1947, Чернигов, Украинская ССР, СССР) — советский футболист, нападающий, советский и украинский тренер. Выступал в командах «Десна» (318 матчей и 57 голов в чемпионате СССР), «Динамо» (Хмельницкий), «Химик» (Чернигов) и «Колос» (Полтава). С 1980 по 2004 год работал тренером «Десны».

## Карьера игрока
Воспитанник ДЮСШ «Десна». Первые тренеры — Леонид Рынский и Леонид Тарасевич. С 1966 года на протяжении пяти сезонов играл за «Десну» в классе «Б» (1966—1968) и во второй группе класса «А» (1969—1970). Дебютировал в составе команды 2 мая 1966 года в выездном матче против измаильского «Дунайца» — выйдя на замену после перерыва, Процко забил единственный в игре гол. В 1968 году стал лучшим бомбардиром команды на финальном турнире украинских команд класса «Б». После окончания сезона 1968 получил приглашение в донецкий «Шахтёр» от тренера-селекционера Ивана Бобошко, но продолжил выступления за «Десну».
После ликвидации команды в 1970 году играл за хмельницкое «Динамо», полтавский «Колос» и черниговский «Химик». В 1976 году в составе «Химика» выиграл золотую медаль чемпионата УССР среди коллективов физкультуры. В 1977—1980 годах выступал за «Десну» во Второй лиге.

## Карьера тренера
В 1980—2004 годах работал в тренерском штабе «Десны». В 1983, 1987 и 1994—1996 занимал должность главного тренера.

## Стиль игры
Играл на позиции правого крайнего нападающего. Виктор Муха, корреспондент газеты «Украинский футбол», так охарактеризовал футболиста: «Играя на правом фланге нападения, своей настойчивостью, неугасимым желанием борьбы, реактивной скоростью и стремительными финтами нередко ставил опекунов в тупик».

## Достижения

### Игрок
«Химик» Чернигов
- Чемпион УССР среди КФК (1): 1976.
- Бронзовый призёр чемпионата УССР среди КФК (1): 1975.

Индивидуальные
- Лучший бомбардир «Десны» за сезон — 1970[7].

### Тренер
«Десна»
- Серебряный призёр чемпионата УССР (1): 1982.
- Победитель Второй лиги Украины (1): 1996/97 (Группа «А»).
- Серебряный призёр Второй лиги Украины (1): 2003/04 (Группа «В»).
- Бронзовый призёр Второй лиги Украины (1): 2002/03 (Группа «В»).